# Jean Saint-Fort Paillard
Jean Gérard Saint-Fort Paillard, född 4 augusti 1913 i Saint-Cyr-l'École, död 16 januari 1990 i Pebble Beach, var en fransk ryttare.
Paillard blev olympisk mästare i dressyr vid sommarspelen 1948 i London.